# Internet Control Message Protocol
Internet Control Message Protocol (abreviat ICMP) este un protocol din suita TCP/IP care se folosește la semnalizarea și diagnosticarea problemelor din rețea. Protocolul este definit in RFC792. Mesajele ICMP sunt încapsulate în interiorul pachetelor IP. Versiunea ICMP pentru IPv4 este adesea cunoscută ca ICMPv4; în schimb, IPv6 dispune de un protocol similar cunoscut sub abrevierea ICMPv6.

## Exemple de utilizare
Probabil cele mai utilizate programe care se bazează pe ICMP sunt ping și traceroute.
Ping trimite mesaje ICMP de tip echo request ("cerere de ecou") către calculatorul țintă și așteaptă de la acesta mesaje ICMP de tip echo reply ("răspuns de tip ecou"). Dacă acestea nu sunt primite, se poate presupune că ceva este în neregulă cu conexiunea dintre cele două calculatoare.
Toate pachetele IP au în antet un câmp special numit TTL (Time To Live). Acest câmp este decrementat de fiecare dată când trece printr-un ruter. Pentru a evita buclele de routare, în momentul în care câmpul TTL ajunge la zero pachetul nu este trimis mai departe. În această situație, router-ul care a decrementat câmpul TTL la zero trimite către calculatorul-origine al pachetului (adresa acestuia se află tot în prologul IP) un mesaj ICMP de tip time exceeded. Programul traceroute profită de acest mecanism și trimite către calculatorul țintă, pachete UDP cu valori ale câmpului TTL din ce în ce mai mari, cu scopul de a obține mesaje time exceeded de la toate routerele aflate pe traseu.

## Structura segmentului ICMP

### Antetul
Antetul (header) ICMP începe imediat după antetul IPv4. Toate pachetele ICMP dispun de un antet de 8 octeți și de o secțiune de date de lungime variabila. Structura antetului ICMP este redata în figura de mai jos:
| Biti | 0-7              | 8-15             | 16-23            | 24-31            |
| ---- | ---------------- | ---------------- | ---------------- | ---------------- |
| 0    | Tip              | Cod              | Suma de control  | Suma de control  |
| 32   | Restul antetului | Restul antetului | Restul antetului | Restul antetului |

- Tip - tipul pachetului ICMP
- Cod - subtipul pachetului ICMP în funcție cu tipul selectat anterior
- Suma de control - Suma de control calculata în funcție de câmpurile antet ICMP + sir de date și este descrisa în RFC 1071.
- Restul antetului - câmp de 4 octeți ce variază ca și conținut pe baza tipului/codului antetului ICMP.

In continuare este redata lista mesajelor de control (incompleta):
| Tip                                                 | Cod | Descriere |
| --------------------------------------------------- | --- | --- |
| 0 - Echo Reply                                      | 0   | Răspuns de tip ecou (utilizat pentru ping)                                                                                                   |
| 1 si 2                                              |     | Rezervat |
| 3 - Destinație de neatins (Destination Unreachable) | 0   | Retea destinație indisponibila |
| 3 - Destinație de neatins (Destination Unreachable) | 1   | Gazda-destinație indisponibila |
| 3 - Destinație de neatins (Destination Unreachable) | 2   | Protocol destinație indisponibil |
| 3 - Destinație de neatins (Destination Unreachable) | 3   | Port destinație indisponibil |
| 3 - Destinație de neatins (Destination Unreachable) | 4   | Solicitare fragmentare |
| 3 - Destinație de neatins (Destination Unreachable) | 5   | Sursa de rutare eșuata |
| 3 - Destinație de neatins (Destination Unreachable) | 6   | Retea destinație necunoscuta |
| 3 - Destinație de neatins (Destination Unreachable) | 7   | Gazda destinație necunoscuta |
| 3 - Destinație de neatins (Destination Unreachable) | 8   | Gazda sursa izolata |
| 3 - Destinație de neatins (Destination Unreachable) | 9   | Acces rețea interzis |
| 3 - Destinație de neatins (Destination Unreachable) | 10  | Acces gazda interzis |
| 3 - Destinație de neatins (Destination Unreachable) | 11  | Retea inadmisibila pentru TOS |
| 3 - Destinație de neatins (Destination Unreachable) | 12  | Gazda inadmisibila pentru TOS |
| 3 - Destinație de neatins (Destination Unreachable) | 13  | Acces comunicație interzisa |
| 3 - Destinație de neatins (Destination Unreachable) | 14  | Prioritate gazda încălcata |
| 3 - Destinație de neatins (Destination Unreachable) | 15  | Prioritate interzisa |
| 4 - Sursa ICMP "potolita"                           | 0   | Mesaj ICMP transmis inițiatorului, solicitând scăderea ratei de mesaje ICMP către un anumit ruter/gazda (datorita problemelor de congestie). |
| 5 - Redirectare mesaje ICMP                         | 0   | Redirectare datagrama pentru rețea |
| 6                                                   |     | Adresa gazda alternativa |
| 7                                                   |     | Rezervat |
| 8 - Echo Request                                    | 0   | Cerere de ecou (echo request) utilizata în ping                                                                                              |
| ...                                                 | ... | ... |
| 11 - Expirare timer (time exceeded)                 | 0   | TTL expirat în timpul tranzitului |
| 11 - Expirare timer (time exceeded)                 | 1   | Timpul de reasamblare a fragmentelor expirat                                                                                                 |
| ...                                                 | ... | ... |
| 30 - Traceroute                                     |     | Solicitare informații |
| ...                                                 | ... | ... |